# Phyllodromica carpetana
Phyllodromica carpetana es una especie de cucaracha del género Phyllodromica, familia Ectobiidae. Fue descrita científicamente por Bolívar en 1873.
Habita en España y Portugal.